# Chapelle Saint-Louis de la Salpêtrière
Koordinaten: 48° 50′ 20″ N, 2° 21′ 50,8″ O
Die Kapelle Saint-Louis de la Salpêtrière wurde auf Veranlassung Ludwigs XIV. für das Hôpital de la Salpêtrière in Paris errichtet.

## Geschichte
Im Dezember 1669 erteilte Ludwig XIV. seinem Architekten Louis Le Vau den Auftrag für den Bau einer Kapelle für das Hospital La Salpêtrière. Le Vau starb jedoch bereits am 11. Oktober 1670, noch bevor die Bauarbeiten begonnen hatten. Das Projekt wurde Libéral Bruant, dem Architekten des Hôtel des Invalides, übertragen, der es auf der Grundlage von Le Vaus Plänen ausführte.
Nachdem das Gebäude lange Zeit leer gestanden hatte, wird es heute für kulturelle Veranstaltungen genutzt, vor allem für Ausstellungen und Konzerte; eine der Nebenkapellen dient wieder religiösen Zwecken.

## Baubeschreibung
Die Kirche wurde über einem Grundriss in Form eines griechischen Kreuzes errichtet. Sie verfügt über vier Nebenkapellen, die dem heiligen Vinzenz, dem Guten Hirten, der heiligen Jungfrau und der heiligen Genoveva geweiht sind. Die Kapellen füllen den Raum zwischen den Kreuzarmen bis etwa zu deren halber Länge aus.
Die Vierung öffnet sich in acht gleichen Rundbögen abwechselnd zu einem der Schiffe und zu einer Kapelle. Dieser oktogonale zentrale Raumteil ist über einem hohen, durchfensterten Tambour mit einer flachen Kuppel gedeckt, in deren Scheitel ein Oculus Licht spendet.
Die Gliederung des Kirchenraums diente dem Zweck, die verschiedenen Kategorien von Insassen des Hospitals (u. a. Bettler, Prostituierte, Geisteskranke) während der Gottesdienste voneinander zu trennen.

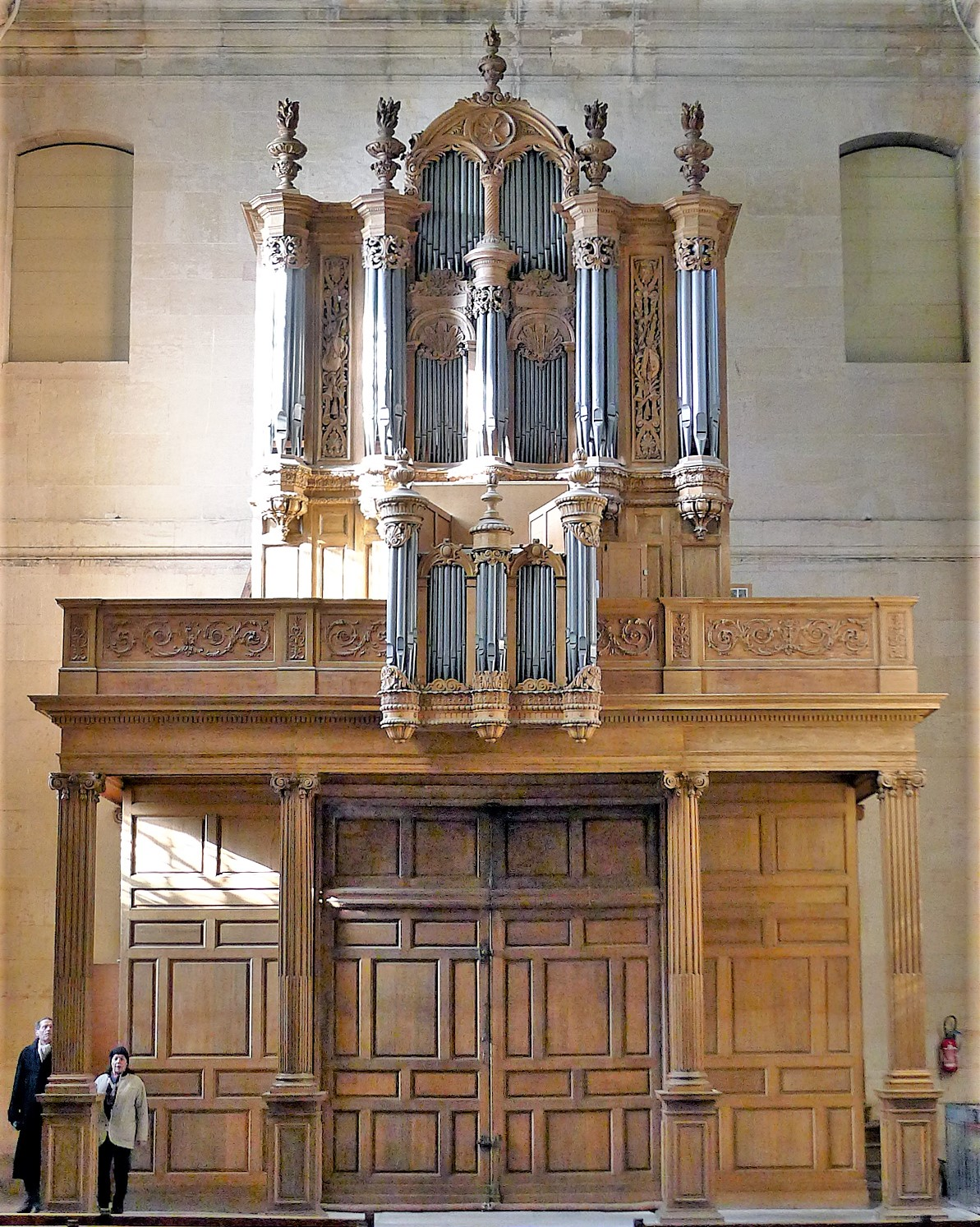
Blick auf die Orgel

Die Orgel wurde in einem Gehäuse aus dem 18. und 19. Jahrhundert erbaut. Das Instrument hat 31 Register auf drei Manualwerken und Pedal. Die Spiel- und Registertrakturen sind mechanisch.
| I Positif C–f3 |        |
| Bourdon        | 8'     |
| Prestant       | 4'     |
| Nasard         | 2 ⁄3′  |
| Doublette      | 2'     |
| Tierce         | 1 3⁄5′ |
| Fourniture IV  |        |
| Cromorne       | 8'     |

| II Grand Orgue C–f3 |        |
| Bourdon             | 16'    |
| Montre              | 08'    |
| Bourdon             | 08'    |
| Flûte               | 08'    |
| Prestant            | 04'    |
| Nasard              | 02 ⁄3′ |
| Doublette           | 02'    |
| Cornet V (ab c1)    |        |
| Fourniture V 0      |        |
| Cymbale III         |        |
| Trompette           | 08'    |
| Clairon             | 04'    |

| III Récit expressif c0–g3 |    |
| Flûte                     | 8' |
| Quintaton                 | 4' |
| Flûte                     | 2' |
| Cornet V (ab g0) 0        |    |
| Trompette                 | 8' |
| Hautbois (ab c1)          | 8' |

| Pédale C–f1 |     |
| Soubasse 0  | 16' |
| Flûte       | 08' |
| Bourdon     | 08' |
| Octave      | 04' |
| Trompette   | 08' |
| Clairon     | 04' |

- Koppeln: I/II, I/P, II/P

## Ansichten

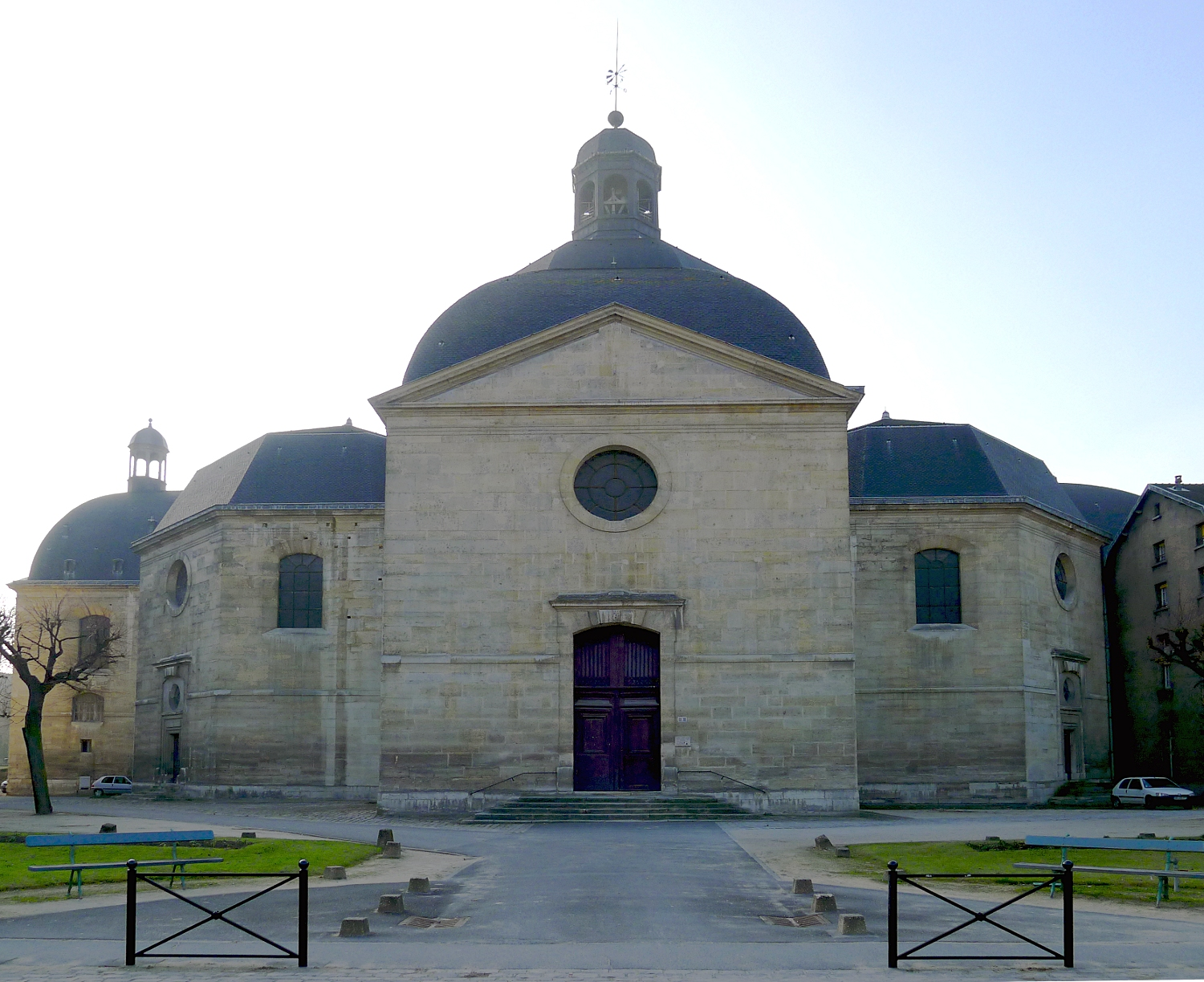
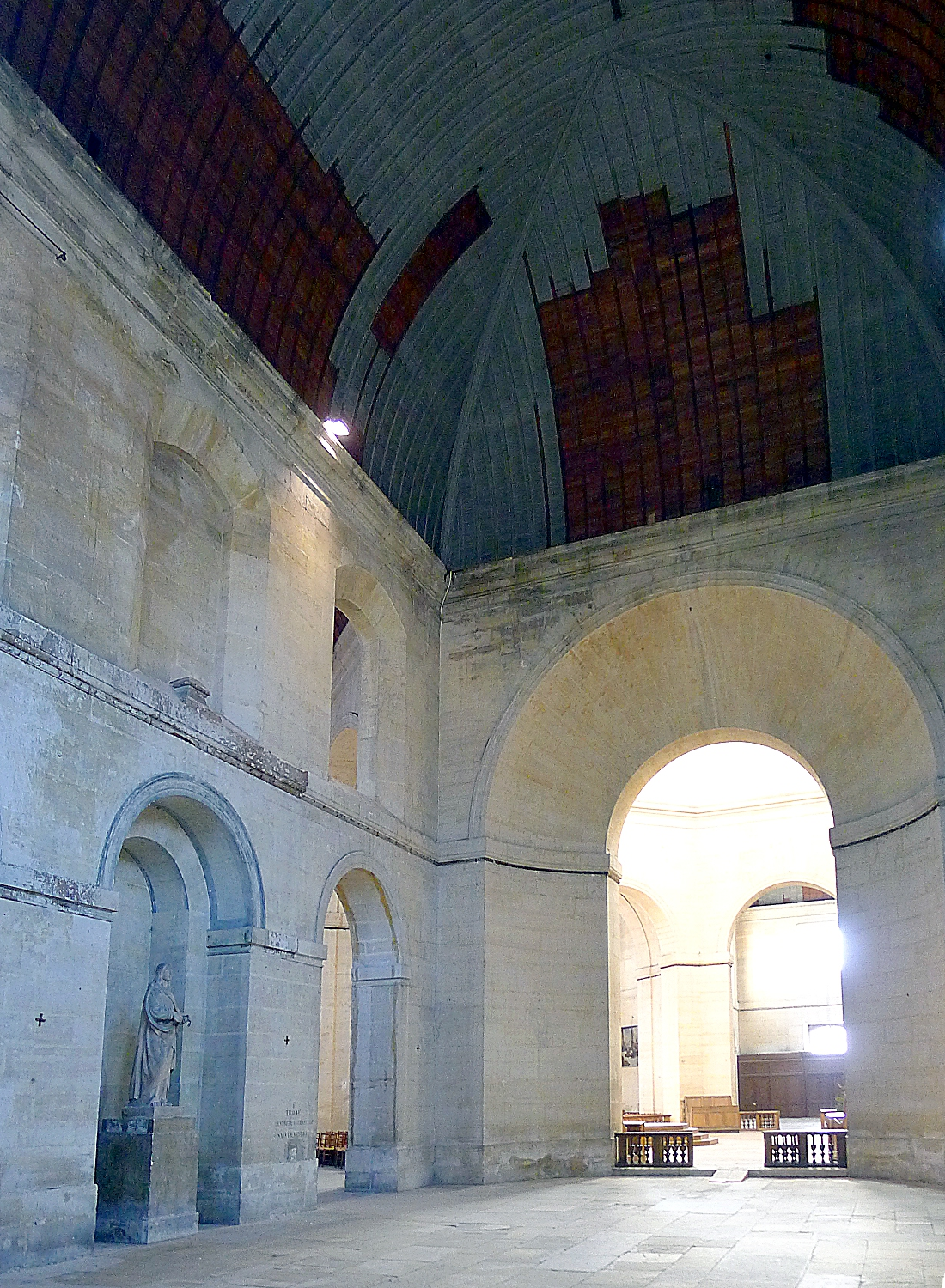
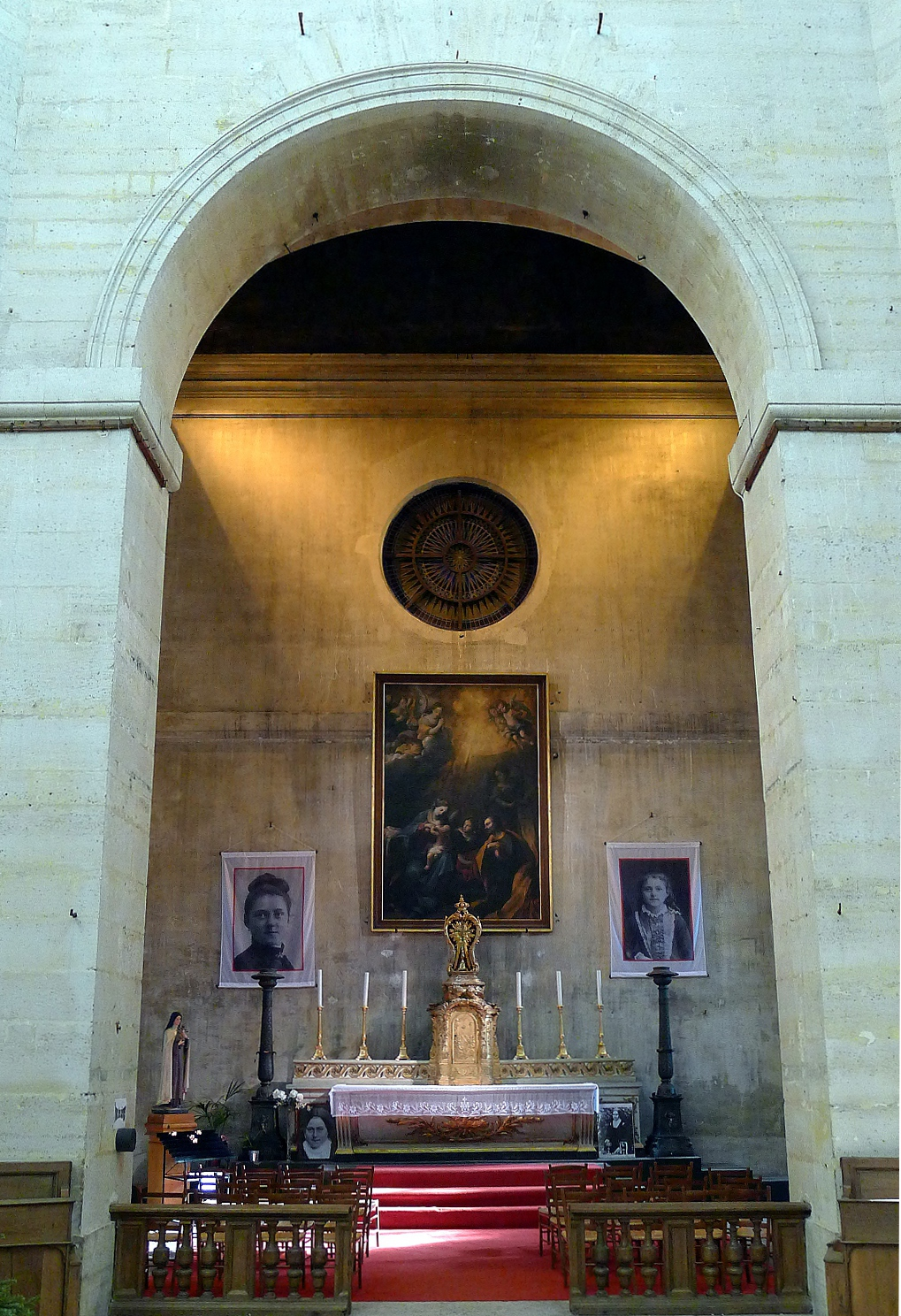
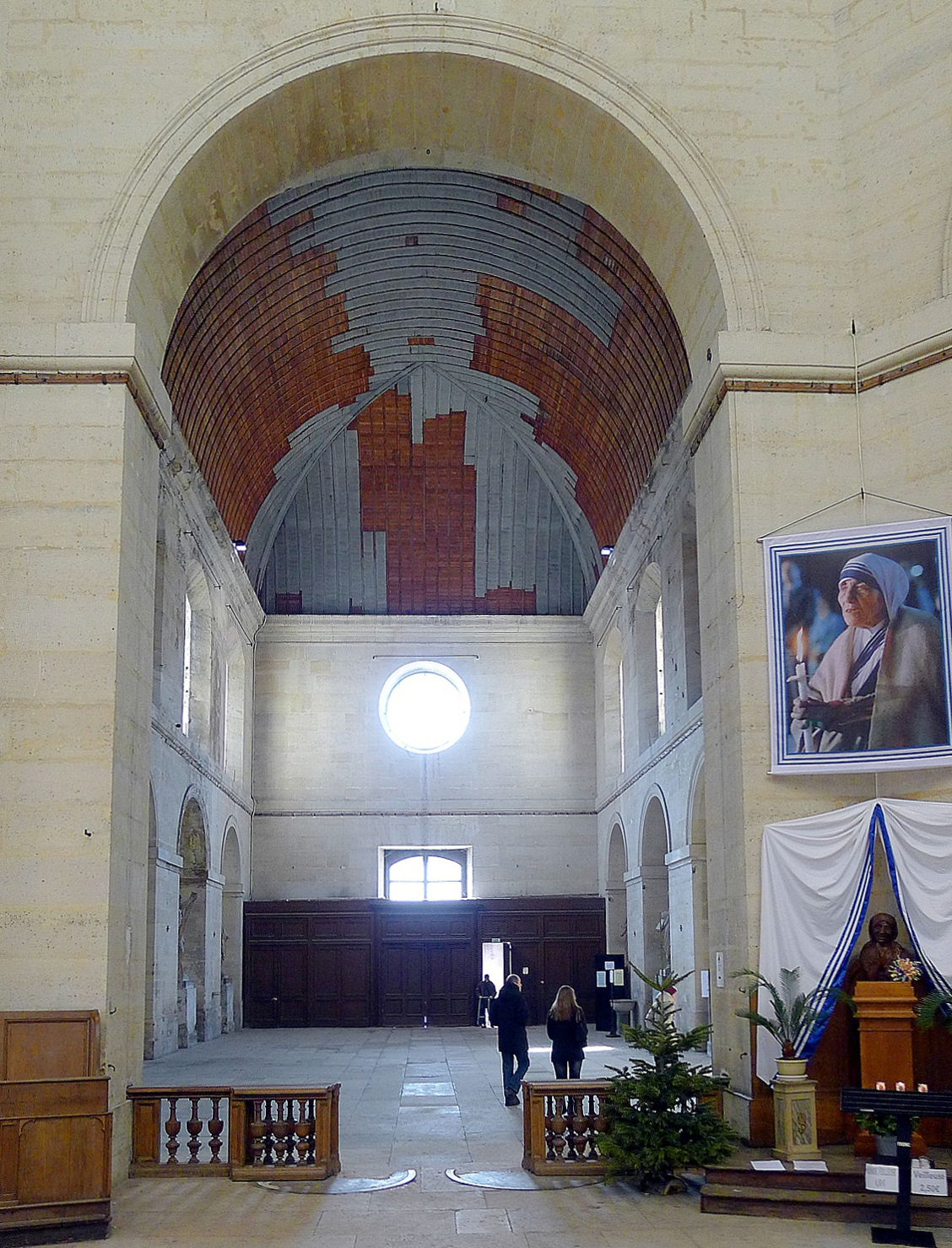
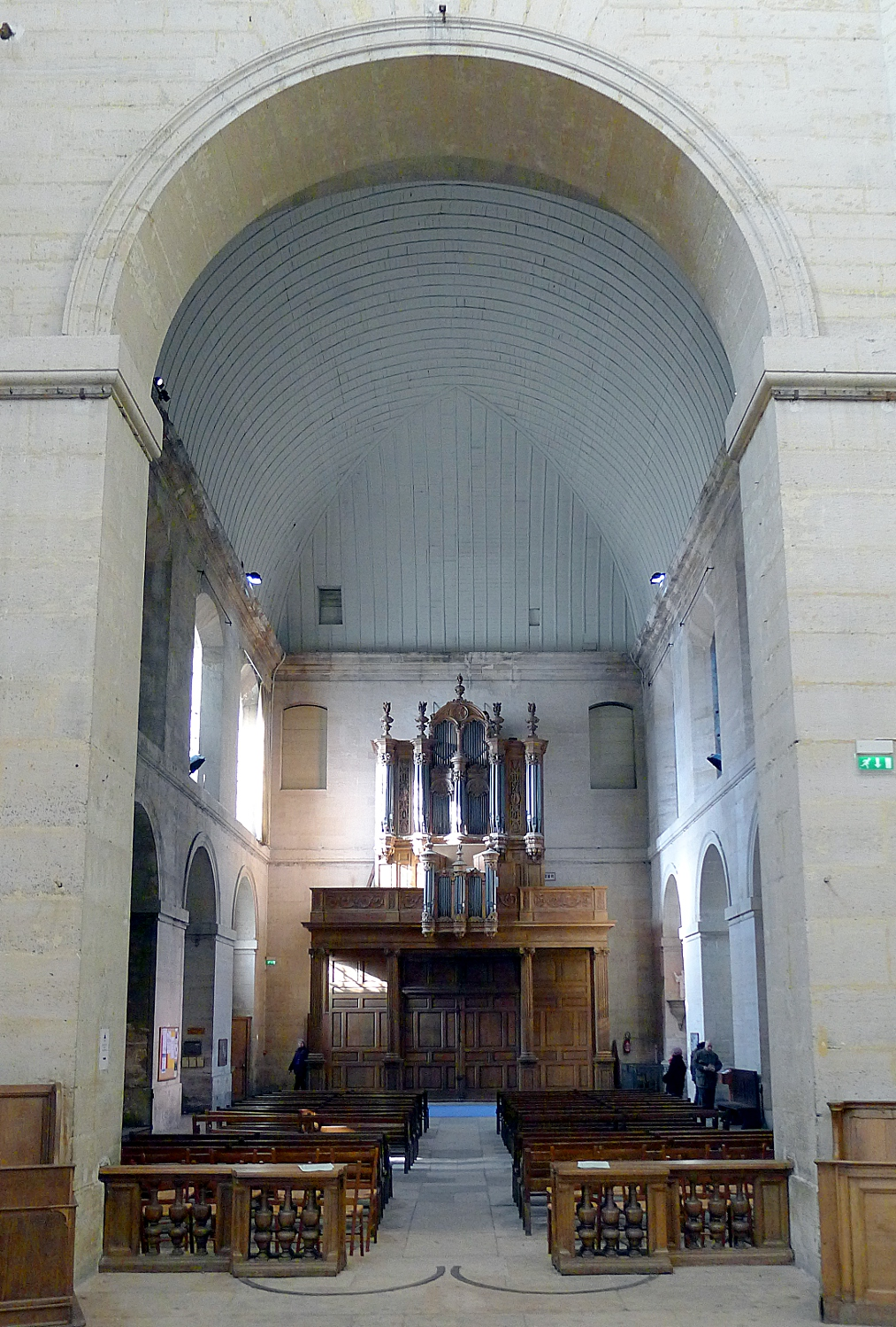
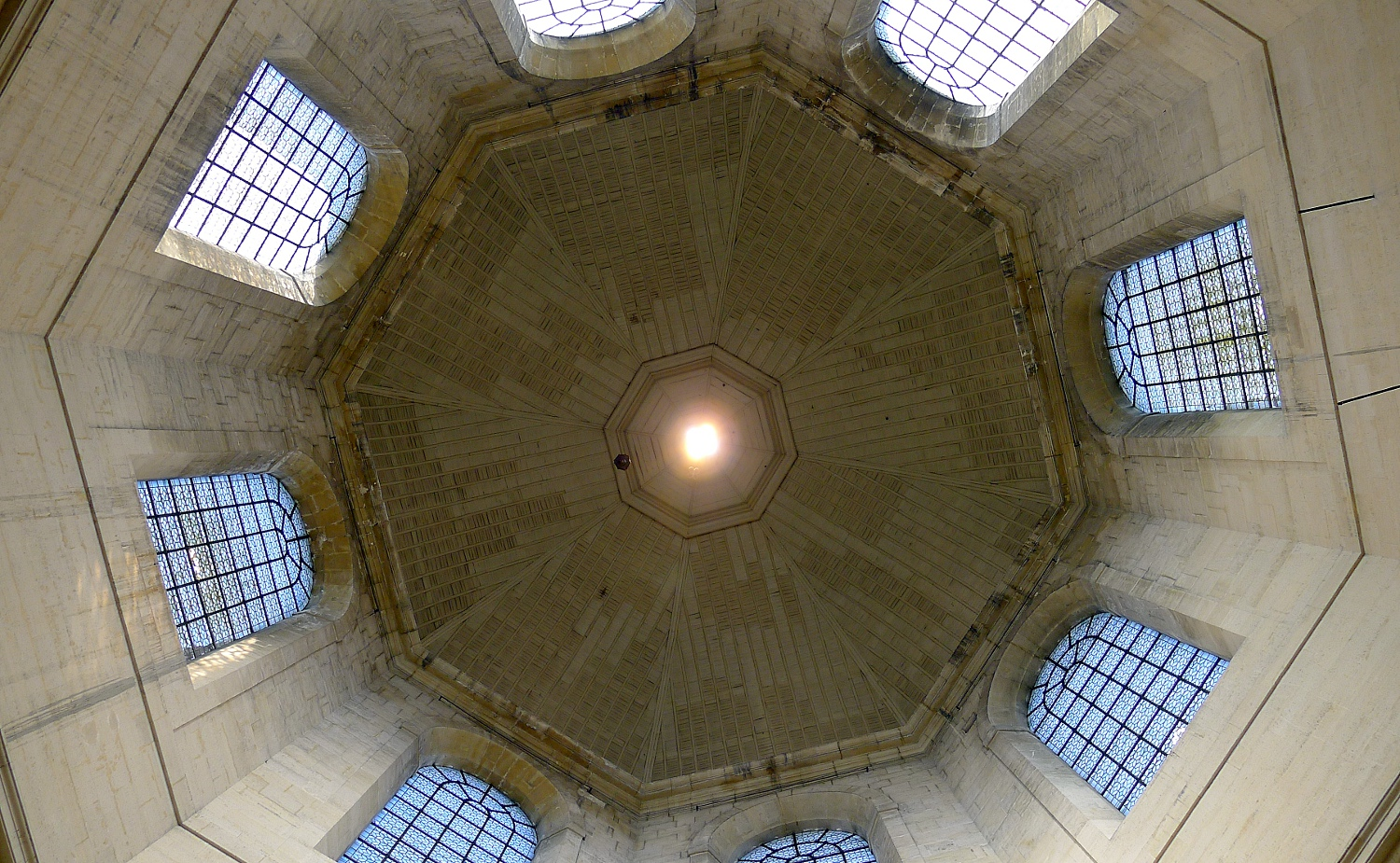